# Raklitza und Teiche bei Rietschen
Raklitza und Teiche bei Rietschen este o arie protejată (arie specială de conservare — SAC, sit de importanță comunitară — SCI) din Germania întinsă pe o suprafață de 339 ha, integral pe uscat.

## Localizare
Centrul sitului Raklitza und Teiche bei Rietschen este situat la coordonatele 51°24′16″N 14°47′02″E / 51.4044°N 14.7839°E.

## Înființare
Situl Raklitza und Teiche bei Rietschen a fost declarat sit de importanță comunitară în iunie 2002 pentru a proteja 8 specii de animale. Situl a fost protejat și ca arie specială de conservare în aprilie 2011.

## Biodiversitate
Situată în ecoregiunea continentală, aria protejată conține 7 habitate naturale: Lacuri eutrofice naturale cu vegetație de tip Magnopotamion sau Hydrocharition, Cursuri de apă de la nivel de câmpie la nivel montan, cu vegetație Ranunculion fluitantis și Callitricho-Batrachion, Fânețe de joasă altitudine (Alopecurus pratensis, Sanguisorba officinalis), Depresiuni pe substraturi de turbă de Rhynchosporion, Păduri de fag Luzulo-Fagetum, Păduri de stejar sau de stejar și carpen sub-atlantice și medio-europene de Carpinion betuli, Păduri aluvionare cu Alnus glutinosa și Fraxinus excelsior (Alno-Padion, Alnion incanae, Salicion albae).
La baza desemnării sitului se află mai multe specii protejate:
- amfibieni (1): buhai de baltă cu burta roșie (Bombina bombina)
- mamifere (2): lupul (Canis lupus), vidră de râu (Lutra lutra)
- nevertebrate (3): libelule (Leucorrhinia pectoralis), fluturele purpuriu (Lycaena dispar), Ophiogomphus cecilia
- pești (2): zvârluga (Cobitis taenia), țipar (Misgurnus fossilis)